# Mysticons
Mysticons es una serie de televisión estadounidense-canadiense de dibujos animados estrenada el día 28 de agosto de 2017 siendo una colaboración entre Nelvana Limited, Corus Entertainment y The Topps Company para Nickelodeon y YTV creada por Sean Jara quien también se ha desempeñado como director y editor ejecutivo del show. Originalmente estaba dirigido a niños de 6 a 11 años de edad, pero cambió su enfoque a niñas de esa misma edad por preferencia de Nickelodeon durante el proceso de realización.

## Sinopsis

### Primera temporada
En el mundo místico de Gemina, en un lugar llamado Drake City, cuatro adolescentes son elegidas por el todopoderoso Dragon Disk para convertirse en héroes legendarios conocidos como las Mysticons. Arkayna Goodfey, Zarya Moonwolf, Piper Willowbrook y Emerald Goldenbraid emprenden una ardua búsqueda para encontrar cuatro libros de hechizos y brazaletes con temas de animales de poder místico para formar el Códex que les otorgará toda su fuerza y habilidades necesarias para salvar su mundo de Dreadbane, quien busca liberar a Necrafa, la líder de la Mano Espectral y reina de los humanoides. Mientras cumplen varias misiones para traer armonía y orden al reino, las Mysticons encuentran varios aliados de confianza y adversarios tortuosos. Una revelación sorprendente es que Arkayna tiene una hermana gemela fraternal. Desafortunadamente, como su unión fraternal resultaría en la inminente liberación del peligroso Dragón Espectral, Nova Terron recibió la orden de enviar a la princesa gemela más joven a una dimensión alternativa en el plano astral. Incapaz de obligarse a hacerlo, la envió a un orfanato de hadas escondido de los ojos mortales.
Las Mysticons tuvieron éxito en encontrar una gema de nacimiento azul-verde en la bóveda del dragón, que se revela que pertenece a la misteriosa e inmensamente poderosa Astromancer nombrada Proxima Starfall, quien se había quedado en el orfanato hasta que los Astromancers la eligieron para ser parte de ellos a temprana edad.
Luego se reveló que la verdadera hermana gemela fraternal no es Proxima, sino Zarya Moonwolf, la segunda Mysticon Ranger. La gema de nacimiento azul-verde de Proxima había sido intercambiada con el de Zarya como un encubrimiento para proteger su verdadera identidad, marcando la historia de Proxima nada más y nada menos que una simple farsa. Habiendo tenido una visión, Arkayna y Zarya se dirigen al Monte Tryanus para obtener dos anillos amarillos que los transforman en el Dragón Gemelo, lo que les permite aniquilar a ambos Necrafa y su dragón espectral en un solo ataque; un acto que deja atrás la mitad de su misteriosa máscara.

### Segunda temporada
Con Necrafa y su dragón espectral destruidos, Arkayna, Zarya, Piper y Emerald disfrutan sus vidas. Sin embargo, fueron convocadas una vez más para destruir un fragmento sobreviviente de la máscara de Necrafa lanzándolo al núcleo ardiente de la Grieta de la Ruina, una zanja volcánica en las profundidades del mar. Proxima las acompaña como una Astromancer, pero está secretamente sola y amargada; se engaña haciéndoles creer que ella había destruido el fragmento de la máscara mientras lo guardaba para buscar venganza contra aquellos que la habían engañado sobre su historia familiar, desconfiaba de su juicio y subestimaba sus poderosas habilidades mágicas. Proxima convierte a Nova Terron y a otros Astromancers de alto rango en Spectromancers, unos minions enmascarados con mente bloqueada; arrebatando el Dragon Disk, y corrompiendo completamente ese antiguo y completamente poderoso artefacto con magia maligna. Después de tener éxito en la creación de su propio Codex Oscuro, llama a cuatro guerreras llamadas nombradas Vexicons de sus páginas siniestras y oscuras para combatir a las Mysticons. Dejándola en libertad para lograr los pasos necesarios para su venganza final contra Arkayna, para hacerla creer que tenía una familia y era amada en el reino, y para que Zarya obtuviera todo lo que podría haber tenido.
Las cosas se han vuelto cada vez más fuera de la mano, ya que Proxima ahora ha sido completamente poseída por el mal en la mitad de la máscara de Necrafa; habiéndola usado durante tanto tiempo había causado que su intenso poder oscuro se uniera profundamente a Proxima y la eligió como su legítima anfitriona. Para ayudar a quitar la máscara de Proxima que está fría antes de que los Vexicons lleguen a la Fortaleza para tomar la máscara, Tazma le cuenta a Arkayna un hechizo que atrapa a los Mysticons dentro del subconsciente de Proxima, en la cual ven los recuerdos de Proxima y su infancia solitaria desde que abandonó el santuario de la señora Sparklebottom (Sra. Brillatraseros en Latinoamérica), hasta el punto de elegir los poderes oscuros del fragmento de máscara debido a que Arkayna le rompió el corazón.

## Personajes

### Mysticons
Las Mysticons son cuatro adolescentes cuyo destino es usar poderes místicos únicos y armamento para defender el mundo de Gemina y sus habitantes de las fuerzas del mal, es decir, la Mano Espectral. Una generación de Mysticons es elegida una vez cada mil años por el antiguo y poderoso Dragon Disk. Sus habilidades únicas y armamento Mysticon se vuelven cientos de veces más efectivas cuando el Codex se combina en un libro de hechizos más grande, que la Reina Necrafa ha secado completamente de su magia. La segunda generación de legendarios Mysticons son:
- Arkayna Goodfey (Interpretada en doblaje original por Alyson Court / en doblaje latinoamericano por Analiz Sánchez) – Princesa de Gemina, segunda Mysticon Dragon Mage, e intrépida líder. Su color distintivo es verde oscuro y su símbolo de poder místico es el dragón. Su arma Mysticon es un bastón que emite un potente fuego verde y puede erigir un escudo protector o crear armas. Su compañero grifo se llama Izzie. Al principio le disgustó aprender de los cuatro Mysticons originales de su madre, la Reina Goodfey. Ella demostró habilidad telequinética al levitar mentalmente una construcción y convertirla en una rampa; sus ojos brillan blancos mientras usa esta habilidad. Ella finalmente se entera de que tiene una hermana gemela fraternal que se cree que es Proxima Starfall, una de las Astromancers de alto rango. Más tarde se revela que Zarya es su verdadera hermana gemela, aunque ambas dan la bienvenida a Próxima en "la hermandad" como su gemela honoraria. Su interés romántico es el talentoso astronauta de nivel medio, Malvaron Grimm. Ella creció jugando con los grifos reales y confía en su honor, determinación e ideales para hacer siempre lo correcto. Sin embargo, ella es mayormente ajena a los sentimientos de los demás; como los sentimientos profundamente heridos de traición y abandono de Proxima hacia ella por no estar nunca allí para ella después de que Arkayna se dio cuenta de que Zarya era su verdadera hermana gemela.
- Zarya Moonwolf (Interpretada en doblaje original por Nicki Burke / en doblaje latinoamericano por Karla Falcón) – Elegida como la segunda Mysticon Ranger, Zarya es presentada presuntamente como una "pobre huérfana" que hace todo lo posible para ayudar a otros niños pobres en la calle, a menudo actuando como una hermana mayor para ellos y para Piper. Ella es astuta y dura con un encanto pícaro. Su color distintivo es el azul oscuro y su símbolo de poder místico es el lobo. Su arma es un arco corto desde el que dispara una serie de flechas místicas. Ella es conocida como "el músculo" del grupo. Primero llamó a su grifo "Stinky (Apestoso en Latinoamérica)" por su aliento, pero más tarde lo renombró "Archer". Ella es expulsada del equipo en "Scourge of the Seven Skies" y se va en solitario. Su brazalete y su gran libro azul de hechizos del Codex caen en manos de Dreadbane, que corrompe a su Lobo Bracer. Ella finalmente tiene éxito en recuperarlos. Ella reemplaza temporalmente a Arkayna como líder, pero se niega a tomar el puesto de forma permanente. Se revela que ella había sido la princesa gemela más joven perdida y la hermana gemela de Arkayna, después de haber sido dejada en el orfanato de hadas de Hortensia Sparklebottom durante los primeros tres años de su vida, donde también se dejó a Próxima. Durante toda la serie es conocida como "Z", "Zar", "Z-Star" y "Zar-Star".
- Piper Willowbrook (Interpretada en doblaje original por Ana Sani / en doblaje latinoamericano por Romina Marroquín Payró) – Un elfa huérfana que, junto con Zarya, trabaja para ayudar a otros pobres en Drake City. Ella es Mysticon Striker. Es optimista, enérgica y amante de la diversión. Sus colores distintivos son tonos de amarillo y azul y su símbolo de poder místico es el fénix. Sus armas son tres chakrams amarillos que actúan como bumeranes fuertes para dejar inconscientes a los enemigos desde la distancia. Además, puede crear brillantes esferas amarillas que llama su "Explosión Pixie". Su compañera de grifo se llama Señorita Paisley, después de que esta fuera un juguete perdido. Ella es conocida como "la fiestera" del equipo. Se revela que Zarya le dio su nombre cuando se conocieron de niños, aunque su nombre completo es Pyperia Ashryn Elvanestri. A pesar de su aspecto juvenil, se revela que tiene 110 años. Le encanta la música y la acrobacia y es una intérprete natural.
- Emerald Goldenbraid (Interpretada en doblaje original por Evany Rosen / en doblaje latinoamericano por Karen Vallejo) – Una enana adolescente que originalmente trabajó como domadora de grifons de la familia real y segunda Mysticon Knight. Ella es inteligente, empática, innovadora y puede ingeniar casi cualquier cosa. Su color de la firma es púrpura y, a veces, rosa; su símbolo de poder místico es el unicornio rosado, que es del mismo color que el oscuro brazalete Basilisk que pertenece a su contraparte Vexicon "oscura" Eartha. Ella puede erigir un escudo orbicular rosa a su alrededor y a sus compañeros Mysticons. Su compañero grifo se llama Topaz. Ella es conocida por ser "el corazón" del equipo. Además de su espada mística, puede usar sus artilugios enanos para desactivar maquinaria a distancia o para buscar a sus compañeros Mysticons si están separados. Recibió un Tridente de Plata legendario por la Reina Truefin, como un regalo por su valentía. Su interés romántico es Kasey Boon de los pirata del cielo de las Calaveras Rosas. Se le conoce en toda la serie como "Em", la cual son las primeras letras de su nombre.

### Vexicons
Cuatro guerreras oscuras que fueron llamadas desde las páginas del Codex Oscuro de Proxima. Sus debuts fueron como cameos sombreados al final de "Felices Para Nunca Jamás", pero hacen su debut completo en "The Lost Sceptre", donde compiten con los Mysticon para encontrar un antiguo e inmensamente poderoso cetro de control de la mente que perteneció a uno de los siglos de Gemina- viejo rey Se los considera los homólogos oscuros de los místicos. Cada uno tiene su propio brazalete de animal oscuro, para combatir a las Mysticons:
- Mallory – Líder de las Vexicons y contraparte malvada de Arkayna. Ella tiene la piel azul claro, cabello con púas blanco hielo y un bastón azul con un cristal azul oscuro que emite fuertes rayos de energía helada y nevada. Ella también tiene un animal de compañía llamado Deeva, una criatura pálida de color azul turquesa similar al zorro (contraparte malvada de Choko) que lleva al cuello como un silenciador. Su brazalete es una serpiente, con la que ataca al invocar "Ice Serpent, Strike!"; del mismo color que el Brazalete de Lobo azul de Zarya. Ella es la más rebelde de los cuatro Vexicons, incluso tratando de derrocar a su propio creador y "madre". Ella tiene éxito, pero está completamente poseída por el fragmento de máscara de la Mano Espectral en sí, al igual que Proxima.
- Kasha – Una humanoide en forma de gato anaranjado y contraparte malvada de Zarya. Ella puede emitir tres ráfagas de energía roja de sus garras. Su animal bracer es una pantera naranja. Ella también tiene patines que le permiten levitar en el aire a altas velocidades. Su animal bracer es una pantera naranja brillante, de la cual su frase de ataque es "Shadow Panther, Pounce".
- Eartha – Contraparte malvada de Em, grande y muscular. Su cuerpo está hecho de piedra sólida y puede convertirse en una enorme bola de forma de roca para llevar a las otras tres adentro. Su animal brazalete es un Basilisk color rosa, del que grita: "Basilisk, Stampede". como su frase de ataque; mismo color rosa que el brazalete Unicornio de Emerald. Su arma es un gran martillo, desde el cual puede proyectar un fuerte estallido de energía rosada. De los cuatro Vexicons, ella es la más amable.
- Willa – Contraparte malvada de Piper, con pequeñas alas de murciélago morado. Ella tiene la piel púrpura y puede disparar rayos de energía púrpura de sus manos. Ella también puede teletransportarse a distancias cortas o largas en un destello de humo púrpura, es decir, al decir la frase "Más rápido que un parpadeo". Su brazalete de animal morado es un murciélago; su frase de ataque es "Teme a la pesadilla". Su habilidad especial adicional es "Boom Doom", similar al ataque "Pixie Blast" de Piper.

### Compañeros y Secuaces
- Choko – Una criatura parecida a un foz blanco y difuso con orejas de color rosa pálido que es amigo y compañero de toda la vida de Zarya. Ocasionalmente ayuda a los Mysticons en algunas batallas. Él es bastante adecuado para reconocer runas antiguas y símbolos místicos de alta magia.
- Izzie – Griffon amiga leal de Arkayna desde la infancia. Está adornada con una montura verde oscura y un casco que protege su vista mejorada de los ataques con púas.
- Topaz – Fiel Griffon montada por Emerald. Ella está adornada con una manta y un casco morados.
- Señorita Paisley – Griffon montada por Piper. Está adornada con una manta naranja brillante. Se revela que el nombre proviene de un griffon de peluche que Piper había tenido de niña.
- Archer – El grifo de Zarya monta a quien por su aliento lo nombró inicialmente "Apestoso". Más tarde lo llamó Archer; probablemente debido a que es capaz de disparar flechas místicas como rayos de su arco corto Mysticon Ranger.
- Deeva – Un pálido zorro de color aqua que es la contraparte malvada de Choko, que vino del Codex oscuro de Proxima. Ella tiene ojos morados y una cola fuerte que utiliza para empujar objetos de un solo golpe. Ella aparece como un silenciador en el cuello de Mallory.

### Familia de Arkayna y Zarya (Familia Goodfey)
- Reina Goodfey (Interpretada en doblaje original por Linda Kash / en doblaje latinoamericano por Cony Madera) – Madre de Arkayna y reina de Gemina. Ella presenta a los Mysticons con acompañantes griffon durante su entrenamiento de vuelo. Ella se convirtió en piedra sólida por la magia malvada de Dreadbane, y su ausencia llevó a su arrogante y egoísta hijastro Gawayne a declararse rey en su lugar. Ella es revivida temporalmente, asombrada de su hija como la Mysticon Dragon Mage, y le asegura a Arkayna que tenga confianza antes de volver a ser piedra. Su cuerpo de piedra cae en las profundidades del mar y es entregado a un kraken como tributo por la Reina Truefin; las Mysticons explican la situación y levantan la estatua de la reina Goodfey a la superficie. Más tarde se revela que reina Goodfey tiene otra hija con cabello púrpura y ojos verdes que creció hasta ser conocida como Zarya Moonwolf. Ella finalmente es completamente restaurada a carne y hueso al final de "Fear the Spectral Hand" por el propio Dreadbane. Ella es presentada a Zarya, después de haber recuperado los recuerdos breves de su hija gemela más joven por Nova Terron, y reclutantemente les da a sus hijas y sus compañeros Mysticons los planes para fortalecer en gran medida sus brazaletes de animales temporalmente. Después de que la mano espectral se destruye por completo desde el plano de la existencia, se es presentada a Próxima, la huérfana que se pensaba que era la hija que nunca supo que tenía, a quien acepta como su "tercera hija gemela". Al igual que su segundo esposo e hijastro, ella hará apariciones en los cómics y libros de capítulos de Mysticons como una personaje secundaria con más roles hablados.
- Rey Darius (Interpretado en doblaje original por Patrick McKenna) – Segundo esposo y rey consorte de la reina Goodfey, padre de Gawayne, y padrastro de las princesas gemelas Arkayna y Zarya. Él se convirtió en piedra sólida por Dreadbane en el primer episodio. Él está casi restaurado a la carne viva por el poder Mysticon combinado de su hijastra y Malvaron, pero termina cayendo en las profundidades del mar, donde los sirenos lo usaron como tributo a un kraken. Luego lo sacaron a la superficie y lo colocaron en la sala del trono del palacio junto a su esposa petrificada. Su forma de hueso finalmente se revive al final del Episodio Treinta y Nueve. También hará apariciones en los cómics y libros de capítulos de Mysticons como una personaje secundaria con más roles hablados.
- Gawayne "El Grandioso" (Interpretado en doblaje original por David Berni / en doblaje latinoamericano por Roberto Gutiérrez) – Hermanastro egoísta y malcriado de Arkayna y fuente de sus frustraciones. Inicialmente no está al tanto de las verdaderas identidades de las Mysticons. Después de que sus padres son convertidos en piedra, es coronado rey de Gemina (apodándose "Gawayne el Grandioso"), pero fue secuestrado y utilizado para extorsionar a las Mysticons y entregarle el Dragon Disk. En otro episodio, elige su propia seguridad sobre su gente. En un momento dado, obtiene las gemas naranja y azul de la reina Necrafa. Él le da el azul a su novia Pixie, Lateensia, quien lo abandona después debido a su egoísmo, dejándolo aplastado. Intenta con llanto convencerla de que lo lleve de vuelta, alegando que intentará cambiar. Él escribe cartas a la estatua de hueso de su padre en secreto, admitiendo que cambiaría el ser rey por tenerlo de regreso.

### Familia adoptiva de Zarya (Familia Moonwolf)
- Señor y Señora Moonwolf – Como fue criada durante su niñez temprana en el orfanato de hadas de la Sra. Sparklebottom, se dice que Zarya fue tomada por los lobos lunares que la habían criado como su propia hija durante varios años, en un pueblo distante a las afueras de Drake City. A la edad de 12 años fue secuestrada y obligada a convertirse en Calavera Rosa por el despiadado capitán Kaos. Se desconoce qué fue de sus padres adoptivos, aunque se da a entender que habían muerto de circunstancias desconocidas, ya que Zarya admitió que echa de menos a sus padres. El único recuerdo de su madre adoptiva es un colgante dorado con una piedra preciosa verde bosque. Sus nombres aún no han sido revelados, aunque su apellido Zarya naturalmente tomó como propio.

### Familia Goldenbraid
- Citrine Goldenbraid (Interpretada en doblaje original por Denise Oliver / en doblaje latinoamericano por Rommy Mendoza) – Madre optimista y sobreprotectora de Emerald que vive en una cabaña en la ciudad de Rudix Hollow. Una de las recetas de su familia es una sopa que a Zarya supuestamente no le gusta. Le da a Arkayna un anillo de esperanza que le dará fuerzas para cumplir su misión de detener a Dreadbane. Ella cree que Emerald trabaja en el castillo como una domadora de griffons. Más tarde, le hace una visita sorpresa a su hija por un tiempo de calidad de madre e hija, y descubre la verdad sobre la identidad Mysticon de Em. Realiza sus apariciones en la segunda temporada en "Total Eclipse of the Golden Heart," "Heart of Stone", "Fear the Spectral Hand" y "Age of Dragons".
- Malachite Goldenbraid – (Interpretado en doblaje original por Neil Crone / en doblaje latinoamericano por Humberto Solórzano) – Padre gruñón y frío de Emerald con quien ella era muy cercana cuando era niña, llamándola "Poo Twinkle" para su disgusto. Él es un ingeniero enano con un taller en el sótano de la cabaña. Desaprobaba que su hija trabajara en el castillo, pero admite que siempre se había sentido orgulloso de ella. Él es el único que conoce su identidad como la segunda Mysticon Knight. Él regresa en "Heart of Stone" y "Age of Dragons". En las novelas gráficas y los libros de capítulos originales, el aparecerá como un personaje secundario.
- Halite y Ferrus Goldenbraid – (Interpretados en doblaje original por Robert Tinkler y Deven Mack / en doblaje latinoamericano por José Luis Piedra y Gerardo Mendoza) – Hermanos menores de Em a quienes les gusta ridiculizarla como su hermana mayor. Ambos están enamorados de Piper y sus caprichos alegres. Halite ha heredado el cabello de su madre, mientras que Ferrus tiene el color de cabello de su padre. Hacen su segunda aparición en el Episodio 35 "Heart of Stone".

### Astromancers
Los Astromancers son una antigua liga de magos (hechiceros y hechiceras) que han protegido a Gemina. Ellos residen en la Academia Astromancer. Los Astromancers de alto rango tienen un aura mágica de color púrpura profundo, mientras que los Astromancers de medio rango tienen un aura mágica de color naranja claro.

#### Alto Rango
- Nova Terron (Interpretado en doblaje original por Dan Lett / en doblaje latinoamericano por Alejandro Villeli) – Con el rango más alto de Maestro Estrella, es un líder severo y barbudo con una voz aguda. Él ve a las nuevas Mysticons como fracasos cuya incompetencia provocará el apocalipsis, especialmente cuando desafían su orden de destruir el Codex completo. Su maestro, Alpha Galiga, le había ordenado que separara a las princesas gemelas, Arkayna y Zarya, como recién nacidas. Tiende a disfrutar jugando al videojuego Avatares del Apocalipsis.
- Gandobi y Quasarla (Interpretados en doblaje original por Sean Cullen y Athena Karkanis / en doblaje latinoamericano por Herman López y Elena Ramírez) – Dos Astromancers que han peleado con los Mysticons originales durante la batalla contra Necrafa. Ellos finalmente fueron dominados y convertidos en unos Spectromancers, por su compañera Astromancer y colega Proxima.
- Tazma Grimm (Interpretada en doblaje original por Michelle Montieth / en doblaje latinoamericano por Lourdes Arruti) – Hermana mayor de Malvaron, que prefiere el entrenamiento sobre el talento natural, es elegida para entrenar a los Mysticons. Más tarde traiciona a ellas, y a los Astromancers para obtener poder para sí misma. Ella era la Shadow Mage que había forzado a Zarya y Piper a robar el Disco del Dragón a cambio de Choko en el primer episodio. Más tarde parece tener dudas sobre el liderazgo de Dreadbane, llamándolo débil e incompetente. Tazma se asocia con Kymraw para reclamar el Codex completo de los Mysticons, pero es traicionado; ella está horrorizada cuando Dreadbane lo usa para liberar a Queen Necrafa. Ella le informa a Necrafa de las nuevas Mysticons y se une a ella para vengarse. Tazma es salvada de ser destruida con la guarida de la Mano Espectral y encarcelada en un globo de nieve por sus crímenes.
- Proxima Starfall (Interpretada en doblaje original por Stacey DePass / en doblaje latinoamericano por Alondra Hidalgo) – Enana huérfana con gafas rojas, un peinado negro corte bob y piel bronceada pálida. Su fuerza mágica innata es excepcional y tiene más experiencia en tecnología de punta que la mayoría de los Astromancers de alto rango. Ella ofrece usar su magia para ubicar las Mysticons según las órdenes de Nova Terron. Más tarde exige que sean "llevados ante la justicia" en represalia por Emerald, que le da una cicatriz en forma de estrella en la mejilla derecha. Siempre había sentido que echaba de menos una parte esencial de sí misma, lo que parece explicarse cuando se creía que era la princesa perdida de Gemina y la hermana gemela de Arkayna. Sin embargo, ella era simplemente un señuelo para proteger a la verdadera princesa gemela, Zarya. Para vengarse de las Mysticons por hacerle creer que era amada y querida en el reino, secretamente guardó el siniestro fragmento de la máscara malvada de la Reina Necrafa, permitiendo que su oscuro poder consumiera su alma. Luego corrompe el Dragon Disk y crea su propio Codex Oscuro, del cual creó a las Vexicons. Mientras las Vexicons distraen a las Mysticons, Proxima continúa su plan para lograr su venganza total contra Arkayna por no estar allí para ella, desde que descubrió que Zarya era su verdadera hermana gemela. Finalmente se arrepintió de permitir que el poder oscuro dentro de la máscara de Necrafa la consumiera y tiene la intención de tirarla de nuevo al Rift of Ruin después de que la ayudó a completar su venganza. Desafortunadamente para ella, desde hace mucho tiempo se ha apegado a sus sentimientos intensamente amargos de soledad, odio y traición y ahora ha tomado el control total de su mente y cuerpo atribulados en toda su extensión. Su mente atormentada es posteriormente inmiscuida por las Mysticons, con la ayuda de Tazma, en un intento de romper el fuerte agarre que la máscara de Necrafa ahora tiene sobre ella al encontrar el hechizo de "Psique Libre". Ella hace las paces al revelar lo que ha aprendido acerca de la Mano Espectral en sí misma, y revierte el hechizo que lanzó sobre los Astromancers. Al final, es presentada a la reina Goodfey, como la huérfana que se creía era su hija gemela, a quien la reina recibe con los brazos abiertos.

#### Medio Rango
- Malvaron Grimm (Interpretado en doblaje original por Devon Mack/Mac Heywood / en doblaje latinoamericano por Pascual Meza) – Un Astromancer masculino de nivel medio, joven y talentoso localizado en el palacio. Se convierte en el nuevo instructor de habilidades místicas de las Mysticons. Tiene sentimientos románticos por Arkayna; tanto, que se expresan un tanto cuando admite que tenía miedo de poder perderla. A diferencia de los Astromancers de alto rango, su excepcionalmente poderoso aura mágica innata es de color anaranjado claro; lo mismo que su tía Geraldine Yaga. Él es el interés amoroso y el compañero estelar de la princesa Arkayna.

#### Bajo Rango
- Douglaphius "Doug" Hadderstorm (Interpretado en doblaje original por Doug Hadders / en doblaje latinoamericano por Raymundo Armijo) – Un gran astrólogo cíclope y amigo de Malvaron. Se convierte en el asistente de Malvaron en el entrenamiento de las nuevas Mysticons. Él tiene una obsesión con un pequeño coleccionable para niños llamado "Twinkly Mare" y "Twinkly Dragon". A pesar de que está en el orden de los Astromancers, parece que no posee habilidades mágicas en absoluto.

### Mano Espectral
- Reina Necrafa (Interpretada en doblaje original por Valerie Bulhaigar / en doblaje latinoamericano por Rebeca Patiño) – Líder y bruja reina de la Siniestra Mano Espectral que fue derrotada por los Mysticons originales hace mil años. Dreadbane tiene la intención de resucitarla con el Dragon Disk, aunque luego se da a entender que está atrapada en otra dimensión que Dreadbane intenta abrir. Una vez que es liberada, ella traiciona a su devoto general arrojándolo al oscuro mundo donde quedó atrapada. De manera similar usa el Codex, drenando su magia para rejuvenecerse y amplificar su poder, antes de arrojarlo a través de la puerta de entrada. Necrafa duda de la palabra de Tazma de que hay nuevos Mysticons, y los considera como simples niños cuando los confronta en Drake City. Necrafa se une al Dragón Espectral pero es destruido por Arkayna y Zarya quienes se unieron y se convirtieron en dragones gemelos. Sin embargo, queda un fragmento de su máscara esquelética. Originalmente era una elfa anciana que fue cortejada por la máscara de la Mano Espectral, convirtiéndola en un ser no muerto de maldad pura: la Reina de los No Muertos. Esto implica que ella está relacionada lejanamente con Piper.
- General Dreadbane (Interpretado en doblaje original por Mac Heywood/Devon Mack / en doblaje latinoamericano por Dafnis Fernández) – El líder no muerto del ejército de esqueletos que ama a Necrafa y busca robar el Dragon Disk para resucitarla. Finalmente lo consigue, pero ella rechaza sus sentimientos y lo arroja a su antigua prisión, un mundo interdimensional de la oscuridad. Él es descubierto allí por Tazma y las Mysticons que vinieron en busca del Codex. Habiendo perdido la memoria, se hace llamar "Reginald" y había construido un jardín de flores como expresión de su amor no correspondido. En un extraño giro de los acontecimientos, ataca a Tazma, advirtiendo que Necrafa la traicionará. Luego usa la cuerda mística de Zarya para regresar a su guarida. Toma los anillos místicos amarillos para darle a Necrafa, pero se da cuenta de que ella lo usó; Arroja los anillos y se va. Regresa en "Fear The Spectral Hand" en la que se revela que tiene un poderoso Lanzador del cielo que defendió el reino valientemente hasta que fue contaminado por las fuerzas malvadas de la Mano Espectral; convirtiéndose en el esqueleto no muerto Dreadbane. En un acto de autosacrificio, invierte el hechizo de petrificación en el Rey y la Reina, y hace que Arkayna prometa defender la ciudad que ama antes de expirar entre las estrellas.
- Ejército Espectral/Skeleton – Cientos de esqueletos de muertos vivientes que trabajan para la reina Necrafa y Dreadbane. Una vez que se libera Necrafa, ella usa sus poderes ampliados para darles un "cambio de imagen" al convertirlos en criaturas similares a espectros encapuchados. Finalmente fueron destruidos por las Dragones Gemelas, Arkayna y Zarya.
- Spectromancers – desde "Felices Para Nunca Jamás", Docenas de Astromancers de alto nivel (incluyendo a Nova Terron, Gandobi y Quasarla) que fueron rápidamente dominados por Próxima y convertidos en sus secuaces enmascarados y con la mente bloqueada. Proxima se proclamó a sí misma la nueva líder y Reina de la Mano Espectral; su primera orden fue que se arrodillaran ante ella mientras corrompía el Disco del Dragón. Luego les pidió que utilizaran la antigua tinta de fuego estelar que le había robado para crear su propio Dark Codex. Después de que Proxima fuera liberada del agarre más oscuro de la máscara, revirtió el hechizo que los convirtió nuevamente en Astromancers.

### Calaveras Rosas
Un grupo de piratas del cielo que saquean y saquean lo que encuentren. Fueron fundados hace varios años cuando Zarya era inicialmente una niña huérfana en Drake City.
- Kitty Boon (Interpretada en doblaje original por Katie Griffin / en doblaje latinoamericano por Valentina Souza) – Capitana de los Calaveras Rosas, y amiga de Zarya desde su infancia. Se aprovecha de esta relación para incapacitar a las Mysticons y obtener el Dragon Disk, que vende a Dreadbane. Más tarde lucha junto a las Mysticons, y en una tercera ocasión le da a Zarya inspiración para frustrar los planes de Necrafa.

- Kasey Boon (Interpretado en doblaje original por Joshua Graham / en doblaje latinoamericano por Alan Fernando Velázquez) – Hermano menor de Kitty, del que Emerald se enamoró. Le dio un brazalete que se reveló como un dispositivo de seguimiento para seguir a las Mysticons. Más tarde parece tener dudas sobre cómo aprovecharse de los sentimientos de Em por él, y la atrapa.[aclaración requerida]

### Caballeros Tridentes de Plata
- Kelpie Truefin – Una joven y dura guerrera de sirenas e hija de la reina Truefin que se cruza con las Mysticons durante su búsqueda de las profundidades oceánicas[aclaración requerida] de los cuerpos hechos piedra de la reina Goodfey y el rey Darius. Desconfiando de ellas, atrapa a Zarya y Arkayna con su tridente plateado y las acusa de entrar ilegalmente. Ella hace una segunda aparición en "The Mask" junto con su madre.
- Reina Truefin – Reina de los Caballeros Tridentes de Plata, que tiene las estatuas de la reina Goodfey y el rey Darius en su posesión, con la intención de sacrificarlas a un kraken vicioso. Al principio desconfía de las Mysticons, pero trabaja junto a ellos para detener el kraken. Ella se disculpa por sus acciones al darle a Emerald uno de sus tridentes de plata.

### Dragones de Luz
Milenios antes, los antiguos y poderosos Dragones de Luz habían librado una batalla final ferozmente violenta en su tierra sagrada de Dragonhenge. Desafortunadamente, miles de personas habían caído y se creía que se habían extinguido a manos de uno de los dragones espectrales. Hasta que un huevo de dragón fue descubierto por la segunda generación de Mysticons, que engendró un dragón de tormenta infantil a quien Arkayna decidió bautizar como "Stormy".
- Rey Valmolk – El antiguo rey de los dragones de la luz. Desapareció misteriosamente, nunca más se lo visto ni sabido de él en los próximos mil años. Su famosa esposa y reina Auratha había muerto trágicamente junto con la mayoría de sus compañeros dragones. Se revela que había estado viviendo entre los ciudadanos del mundo moderno de Gemina como un mendigo llamado "Snor-y Dude" por las Mysticons, debido a que siempre roncaba y pedía dinero. En "The Edge of Two Morrows", fue él quien envió a Piper a una realidad alternativa, por lo que podría aprender a aceptar su destino como un Mysticon. Reveló su verdadera forma a los Mysticons, en "The Last Dragon", para poder llevar a Stormy a su casa y unirla con su familia, que se han escondido en un lugar secreto en Dragonhenge, una caverna llena de huevos de dragón.
- Stormy – Un pequeño dragón de luz que había sido encontrado por la segunda generación de Mysticons legendarias, en las alcantarillas de Drake City. Debido a sus habilidades para controlar el clima, Arkayna lo bautizó "Stormy" y prometió mantenerla a salvo, ya que era la última de su clase. Cuando el Rey Valmolk se reveló a sí mismo, él y Stormy volaron a Dragonhenge, donde utilizó su antiguo fuego de dragón para revelar una cueva oculta, en la que había docenas de huevos de dragón dorado supervivientes.

### Personajes y villanos recurrentes
- Neeko (Interpretado en doblaje original por Cory Doran) – Un huérfano sin hogar con cabello corto y rosado. Le dan una bolsa de comida que Zarya y Piper robaron. Zarya siempre le dice que "mantenga la magia real", lo que implica que puede poseer habilidades mágicas inherentes.
- Serena Snake Charmer (Interpretada en doblaje original por Julie Lemieux / en doblaje latinoamericano por Gisella Ramírez) – Una reportera medusa que tiene el pelo rubio ondulado de serpientes vivas (Una o varias de ellas es interpretada en doblaje original por Deven Mack / en doblaje latinoamericano por Eduardo Ramírez), una de las cuales se llama Serena. Ella usa gafas de sol durante sus grandes informes. Informó en vivo sobre la coronación de Gwayne "el Grandioso", y miró más de cerca la puerta de Arkayna, rompiendo la fiesta como la Mysticon Dragon Mage.
- Kymraw (Interpretada en doblaje original por Linda Kash / en doblaje latinoamericano por Gaby Cárdenas) – Una mujer trol áspera que lidera una pandilla de motoristas y habla en tercera persona. Ayudó en el secuestro del recientemente coronado Rey Gwayne. Juró venganza contra las Mysticons, e intenta tomarlas en ocasiones posteriores. Le dio información a Dreadbane sobre el Codex cuando escuchó la jactancia de Piper. Ella traiciona a Tazma y entrega el Codex completo a Dreadbane por dos cofres del tesoro llenos de oro, afirmando que "doble traición significa doble paga". Ella es finalmente hipnotizada por Tazma para hacer su oferta como pago por esta doble traición.
- Barnabus Dinklelot (Interpretado en doblaje original por Paul Soles / en doblaje latinoamericano por Paco Mauri) – Un trol que es guardia de seguridad en el centro comercial donde Piper encontró el segundo libro de hechizos del Codex. También le gusta Twinkly Mare y le dio uno a Doug como muestra de su aventura juntos. Más tarde muestra historias holográficas del líder de las Mysticons originales, Imani Firewing, y su batalla final contra Necrafa. En la temporada 2, narra el cuento heroico "The Foz Who Saved Lotus Night" a varios fozes.
- Imani Firewing – Hace mil años, fue elegida como la primera Dragon Mage y líder de los Mysticons originales, que habían perecido defendiendo el reino de Gemina de la Reina Necrafa. Apareciendo por primera vez en un flashback en "The Astromancer Job", fue la última de su generación de Mysticons contra Dreadbane en el páramo de Victory Heights; ella derrotó a Necrafa al desatar los poderes de su mística "Bracer of the Heavens", encarcelando a Necrafa en un mundo lejano, pero esto causó que Imani perdiera su propia vida. Una estatua de ella está en el tesoro real y en la Colina de los Héroes junto a sus compañeros Mysticons. En la novela "El secreto del quinto misticismo", se revela que tenía mucho miedo a foz.
- Geraldine Yaga Grimm – Es una poderosa Astromancer de alto nivel, y la tía de Malvaron y Tazma Grimm, y una viajera astral que salta de dimensión en dimensión pero busca refugio en Centaur Park una vez al año. Según su sobrino, ella es una semidiosa menor que es excéntrica y ama la torta. Ella es engañada por Tazma, quien afirma que Zarya y Emerald le habían robado sus artefactos mágicos y libros de hechizos. Después de que Geraldine es dominada por Emerald liberando el poder místico de su Unicorn Bracer, ella envía a Tazma a un "descanso" y cura a Zarya de un hechizo que drena la vida. Luego se dirige hacia el reino mágico de Arizona. Además de ser telepática, es implícita que puede prever el futuro. Eventualmente tiene la tarea de ser la guardiana y cuidadora de Proxima, para mantenerla a salvo de Tazma y la Reina Necrafa, al dar la bienvenida a la desaparecida Princesa de Gemina para quedarse con ella en la dimensión de la Tierra.
- Capitán Kaos (Interpretado en doblaje original por Jamie Waston / en doblaje latinoamericano por Mauricio Pérez) – Una gran criatura parecida a un loro que es capitán de una tripulación pirata; él había atacado la aldea donde vivían Zarya y Kitty cuando eran niños pequeños. En represalia por haberlo dejado abandonado en una isla desierta, regresa y secuestra a Kasey para atraer a Zarya y Kitty a una trampa. Los hipnotiza para que lo sigan hasta las antiguas ruinas de la isla, donde una fuerza malévola busca devorar sus almas. Sin embargo, Zarya utiliza su brazalete de lobo para empujarlo hacia las ruinas que devoran todo su ser.
- Hortensia Q. Sparklebottom (Hortensia Q. Brillatrasero en Latinoamérica) – La matrona sobreprotectora del orfanato donde se crio a Próxima. Ella adora a los niños y está decidida a mantenerlos a salvo del daño. Ella había plantado deliberadamente la evidencia de que Próxima era la hermana gemela de Arkayna, que había perdido hacía mucho tiempo, al colocar su gema azul-verde en la bóveda del dragón, para proteger la verdadera identidad de Zarya.
- Lance O'Lovely – Un gnomo que una vez fue un popular cantante de la banda de chicos Gnomes to Men, que tocó en la coronación de Gawayne. Él es una celebridad idolatrada por Emerald, Piper y Doug. Según Emerald, cantó desde las calles hasta la fama y la fortuna. Sin embargo, se revela que es un fraude que usó un micrófono mágico para robarle a su antigua compañera de banda Vesper su talento.
- Vesper – Una banshee que dirigía la banda Vesper and the Phantoms, pero el cantante de reserva Lance O'Lovely le robó su voz de cantante mágico, dejándola con solo sus gritos ultrasónicos y sus ensordecedores chillidos subsónicos. Ella regresó para reclamar su voz mágica y convertirse en una cantante famosa.
- Sr. Snellson – Caracol macho y bibliotecario de la mítica Biblioteca del Equinoccio Eterno. Él es el poderoso ejecutor que hace cumplir las reglas de la biblioteca. Debutándose en "Felices Para Nunca Jamás", no puede ayudar a las Mysticons a evitar que Proxima robe la antigua tinta de fuego estelar.

## Doblaje de la serie
| Personaje                       | Actor de voz original · ( Canadá/ Estados Unidos) | Actor de doblaje ( Latinoamérica) | Actor de doblaje ( España) |                        |
| Personajes principales          | Personajes principales                            | Personajes principales            | Personajes principales     | Personajes principales |
| ------------------------------- | ------------------------------------------------- | --------------------------------- | -------------------------- | ---------------------- |
| Arkayna Goodfey                 | Alyson Court                                      | Analiz Sánchez                    | Olga Velasco               |                        |
| Zarya Moonwolf                  | Nicki Burke                                       | Karla Falcón                      | Adelaida López             |                        |
| Piper Willowbrook               | Ana Sani                                          | Romina Marroquín Payró            | Neri Hualde                |                        |
| Emerald Goldenbraid             | Evany Rosen                                       | Karen Vallejo                     | Cristina Yuste             |                        |
| Villanos                        |                                                   |                                   |                            |                        |
| Reina Necrafa                   | Valerie Bulhaigar                                 | Rebeca Patiño                     | Miguel Ángel Varela        |                        |
| Reginald Bane (Barón Dreadbane) | Mac Heywood Devon Mack                            | Dafnis Fernández                  | Miguel Rius                |                        |
| Mathis                          | Mac Heywood                                       | Bruno Coronel                     | Antonio Villar             |                        |
| Tazma Grimm                     | Michelle Montieth                                 | Lourdes Arruti                    | Gemma Martín               |                        |
| Kymraw                          | Linda Kash                                        | Gaby Cárdenas                     | Pilar San Martín           |                        |
| Capitán Kaos                    | Jamie Watson                                      | Mauricio Pérez                    | Lidia Abbaut               |                        |
| Banshee                         | Taylor Ortega                                     | Pamela Cruz                       | Celia Del Diego            |                        |
| Personajes recurrentes          |                                                   |                                   |                            |                        |
| Malvaron Grimm                  | Devon Mack Mac Heywood                            | Pascual Meza                      | Rocío Pereiras Vázquez     |                        |
| Doug Hadderstorm                | Doug Hadders                                      | Raymundo Armijo                   | Julio Lorenzo              |                        |
| Gawayne "El Grandioso"          | David Berni                                       | Roberto Gutiérrez                 | Beatriz Bravo              |                        |
| Reina Goodfey                   | Linda Kash                                        | Cony Madera                       | Norberto Vilanova          |                        |
| Imani Firewing                  | Athena Karkanis                                   | Adriana Olmedo                    | Celia Del Diego            |                        |
| Malachite Goldenbraid           | Neil Crone                                        | Humberto Solórzano                | Javier López               |                        |
| Citrine Goldenbraid             | Denise Oliver                                     | Rommy Mendoza                     | Natalia García Dans        |                        |
| Halite Goldenbraid              | Robert Tinkler                                    | José Luis Piedra                  | Carlos Ysbert              |                        |
| Ferrus Goldenbraid              | Deven Mack                                        | Gerardo Mendoza                   | Ignacio Castaño            |                        |
| Barnabus Dinklebot              | Paul Soles                                        | Paco Mauri                        | Matías Brea                |                        |
| Serena Snake Charmer            | Julie Lemieux                                     | Gisella Ramírez                   | Maika Aguado               |                        |
| Serpientes                      | Deven Mack                                        | Eduardo Ramírez                   | Paco Vaquero               |                        |
| Insertos                        | N/A                                               | Laura Torres                      | Sara Couce Manso           |                        |
| Astromancers                    |                                                   |                                   |                            |                        |
| Nova Terron                     | Dan Lett                                          | Alejandro Villeli                 | Juan Tinaquero             |                        |
| Proxima Starfall                | Stacey DePass                                     | Alondra Hidalgo                   | Laura Pastor               |                        |
| Gandobi                         | Sean Cullen                                       | Herman López                      | Adolfo Moreno              |                        |
| Quasarla                        | Athena Karkanis                                   | Elena Ramírez                     | Luz Tellería               |                        |
| Calaveras Rosas                 |                                                   |                                   |                            |                        |
| Kitty Boon                      | Katie Griffin                                     | Valentina Souza                   | Desiré Pillado             |                        |
| Kasey Boon                      | Joshua Graham                                     | Alan Fernando Velázquez           | Elena Palacios             |                        |

### Latinoamérica

#### Voces adicionales
- Alicia Barragán
- Alan Juárez
- Alex Gesso
- Dan Frausto
- Erika Langarica
- Emilio Treviño
- Gustavo López
- Isabel Martiñón
- Laura Ayala
- Jaime Vega(ep.6)
- María García
- Max Pérez
- Pablo Moreno
- Pamela Cruz
- Roberto Salguero
- Salvador Reyes
- Vianney Monroy

#### Dirección de doblaje
- Liza Soto

#### Traducción
- Andrea Arenas

#### Estudios de doblaje
- SDI Media de México, S.A. de C.V.

### España

#### Voces adicionales
- Xavier Fernández
- Miguel Ángel Jenner
- Juan Antonio Castro

Nora Jiménez Candanedo
- Marc Zanni

#### Dirección de doblaje
- Elena Silva

#### Traducción
- Jonatán López

#### Estudios de doblaje
- SDI Media de España, S.A. de C.V.

## Elementos de la serie

### Artefactos mágicos de las Mysticons
- El Dragon Disk – Un artefacto supremamente poderoso que es sensible y tiene voluntad propia. Había pertenecido a los Mysticons originales y se volvió inactivo después de su sacrificio para detener a la Reina Necrafa. Cada pocos siglos elige cuatro Mysticons nuevas para defender a Gemina. Cae en manos de Dreadbane que desea usarlo para revivir a Necrafa. Los Mysticons hacen un duplicado exacto del Disco de cuatro elementos reunidos en el reino. Kitty luego se las arregla para recuperarlo y le da a Zarya para reparar sus acciones. Se convirtió en uno con el Codex completo al adherirse a su cubierta de color verde oscuro, pero más tarde fue arrancado por Tazma y presentado a Necrafa, quien reveló la profecía que predecía la muerte inminente para el reino. Fue recuperado y presentado a Nova Terron por Malvaron, pero fue tomado y corrompido por un vengativo Proxima, convirtiéndolo de un amarillo dorado a un profundo rojo sangriento. Luego se coloca en el Códice Oscuro de Próxima, lo que aumenta aún más su poderosa magia oscura a niveles significativos.
- El Codex – Un tomo antiguo y poderoso que es la fuente principal de la fuerza y las habilidades de los Mysticons. Se dividió en cuatro libros separados de hechizos, junto con brazaletes místicos, y se esparció por Gemina para su custodia. Una vez encontrado, cada Mysticon tiene su propio libro de hechizos y brazalete que contiene el símbolo del dragón, el fénix, el lobo y el unicornio. Cuando se combinan los cuatro libros de hechizos, amplifica sus habilidades místicas cientos de veces. Después de que se utiliza para liberar a Necrafa de su prisión, ordena que la llene con su inmenso poder, rejuveneciéndola y magnificando sus poderes oscuros. Necrafa luego se deshizo del Codex en el oscuro reino donde había quedado atrapada. Las Mysticons finalmente lo recuperan con la ayuda inesperada de Dreadbane. Desafortunadamente, se ha agotado por completo de toda su magia desde que la Reina Necrafa le ordenó que "la llenara con su poder" tras su lanzamiento en el Episodio Trece.

Además de sus cuatro libros de hechizos, cada Mysticon usa un brazalete enjoyado que representa a su propio animal que también se puede usar bajo el agua:
- Brazalete de Dragón – Es un brazalete verde brillante de Arkayna que libera un rugiente dragón verde que puede transportar a otros y causar un daño intenso a su objetivo. Su frase de ataque es "Unleash the Dragon!", Aunque a veces es "Release the Dragon!" Es el más usado; En el doblaje para Latinoamérica es "Libera al Dragón!".
- Brazalete del Lobo – Brazalete místico de color azul claro de Zarya que una vez fue corrompido en posesión de Dreadbane. Fue el último en ser recuperado por las Mysticons, pero el tercero en ser encontrado. A diferencia de los otros tres, Zarya no llama al animal que representa; su frase de ataque es "Time to Howl!", que en el doblaje para Latinoamérica es "¡Hora de Aullar!". Tiene un color azul claro, del mismo color que Snake Bracer de Mallory.
- Brazalete del Fénix – Es un brazalete de Piper que puede liberar un intenso poder de fuego, al igual que el místico Dragon Bracer de Arkayna. Su frase de ataque es "Fly, Phoenix, Fly!", que en el doblaje para Latinoamérica es "¡Vuela Fénix, Vuela!".
- Brazalete del Unicornio – Brazalete de color rosa brillante de Emerald que tiene poderes curativos. Su frase de ataque es "Battle Unicorn, Charge!" que en el doblaje para Latinoamérica es "Unicornio de Ataque, A La Carga!" Emerald lo había ganado en "A Walk in the Park". Es del mismo color rosa que el brazalete Basilisk de Eartha.

### Otros artefactos mágicos
- Collar de la Reina Necrafa – Necrafa lo usó como protección contra las habilidades místicas de los brazaletes animales de los cuatro Mysticons originales. Cuando fue derrotada, sus cuatro gemas se dispersaron. Fue descubierto por Dreadbane quien se transformó en una figura esquelética cuando lo tocó. Se destruye en "The Dragon's Rage" junto con su portador.
- Máscara de la Reina Necrafa – Un objeto de aspecto siniestro que se puso Necrafa, tapándose la boca por completo. Ella cambia a su segunda cara para emitir un estallido excepcionalmente poderoso de energía roja que actúa como un chillido hipersónico. Sin embargo, parece poseer magia maligna propia, ya que un fragmento de la máscara era capaz de tomar posesión de las mentes de Kelpie y Queen Truefin. Este fragmento parece haberse alimentado de los sentimientos de soledad y odio de Proxima, y ella voluntariamente lo ocultó de las Mysticons. Ahora usa su fragmento en el lado izquierdo de la cara, proclamándose el nuevo líder de la Mano Espectral, permitiendo que su poder oscuro se alimente de sus amargos sentimientos de soledad, abandono y traición. Como resultado, se ha sentido fuertemente atraído por Proxima, hasta el punto de hacer su deseo de acabar con todo el reino de Gemina en el proceso de venganza contra Arkayna, y al punto de tomar posesión plena de su cuerpo y mente. Sin embargo, Mallory aún codiciaba a ello y su poder oscuro e indescriptible. Desafortunadamente para ella, también se apoderó de su mente y cuerpo como lo había hecho para Proxima.
- Codex oscuro de Proxima – Después de arrebatar y corromper al antiguo y todopoderoso Dragon Disk, una Proxima completamente vengativa y desconsolada hizo que sus siniestros Spectromancers usen tinta antigua de fuego estelar para crear efectivamente su propio libro de hechizos oscuros del Codex. Una vez que colocó el Disco del Dragón contaminado, usó su magia estelar más oscura y poderosa para invocar los Vexicons; cuatro guerreras que buscan combatir a las Mysticons.

### Armamento mágico
- Cetro Dragon Mage – El arma de la Mysticon Dragon Mage, lo que significa que ella es la líder del equipo. Tiene un orbe de cristal verde claro en su centro que emite llamas fuertes y de color verde. Puede convertir esta energía ardiente en otras formas, como una red, un escudo o una cuerda.
- Arco y Flecha Ranger – Arma de la Mysticon Ranger, que dispara una flecha similar a un rayo. También se puede convertir en una cuerda o incluso en una red para retener objetivos desde una distancia corta. En algunas ocasiones, Zarya disparó dos flechas eléctricas a la vez.
- Aros Striker – Tres chakrams dorados que actúan como bumeranes cuando se lanzan y pueden eliminar a varios enemigos desde la distancia. También pueden expandirse para usarse como gancho o cuerda.
- Espada Knight – Arma de la Mysticon Knight, que puede generar una poderosa ola de energía mística rosada para atravesar objetos sólidos.
- Escudo Knight – Un escudo de color rosa / magenta esgrimido por Emerald, con el que se defiende a sí misma y a sus amigos al modificarlo en varias formas de protección; un círculo, esfera o incluso una pequeña cúpula. Incluso puede navegar en él para un transporte más rápido en el aire. No se ha confirmado si se trata de un arma o una habilidad especial real de la Mysticon Knight.
- Tridentes de Plata – Un objeto extremadamente poderoso y peligroso que es el principal arma y símbolo de la gente sirena del Tridente de Plata. Estos pueden emitir rayos de energía eléctrica blanca y erigir un escudo transparente en forma de cúpula. Emerald recibe una en reconocimiento a su valentía. Más tarde se muestra capaz de otorgar fisiología marina a quienes no pueden respirar bajo el agua.
- Cetro de la Reina Necrafa – Un bastón esquelético fino y largo con un orbe de cristal rojo en el centro. Necrafa puede usarlo para teletransportarse a través de portales rojos, erigir poderosos campos de fuerza y mutar a sus sirvientes como esqueletos en espectros encapuchados. Es destruido por las fuerzas combinadas de Arkayna y Zarya que se transformaron en el Dragón Gemelo.
- Cetro de Proxima – Este largo y delgado bastón dorado fue presumiblemente creado en secreto a través de la Forja Celestial. Desarrolla aún más y aumenta drásticamente toda la poderosa magia estelar de Proxima a niveles incluso mayores. Ella demostró su poder convirtiendo Nova Terron y otros astrománticos en espectrómetros. A partir de él, emite potentes estallidos de magia de estrella oscura de color rojo sangriento.

## Transmisión
Prácticamente, Mysticons se transmite en todo el mundo por la cadena Nickelodeon siendo involucrado en la coproducción del show.
- En Estados Unidos, se estrenó en un evento de 5 días en el transcurso de la semana desde el 28 de agosto de 2017, antes de moverse a su horario habitual de cada domingo. Mysticons comenzó a transmitirse por la cadena Nicktoons en el día 30 de agosto,[8] moviendo sus nuevos episodios a este mismo canal con la segunda temporada el día 13 de enero de 2018. También se ha hecho retransmisiones del show por los canales Nick Jr..[9]
- En Latinoamérica también se hizo lo mismo, pero en el día 7 de octubre de 2017 y sin ningún evento que signifique su estreno, también allí moviéndose el show a Nicktoons y Nick Jr. en un día del año 2018.
- En Canadá, el show también se estrenó en YTV en un evento y día similar al de Nickelodeon en Estados Unidos, antes de moverse al mismo horario habitual de cada domingo desde el 3 de septiembre del 2017.  También se ha hecho retransmisiones del show por los canales Nickelodeon y Teletoon. Mientras que en la parte francohablante de Canadá se hizo lo mismo pero en Télétoon entre los días 4 y 8 de septiembre hasta moverse a su horario habitual el día 9 de septiembre.
- Arabia, Reino Unido e Irlanda fueron los primeros, y posiblemente únicos países donde se estrenó el show únicamente por el canal Nicktoons y Nick Jr. en lugar de estrenarse primero en Nick Jr. y Nickelodeon como se hizo en Estados Unidos, Latinoamérica y España. En Reino Unido e Irlanda fueron a partir del día 12 de febrero de 2018.
- También se estrenó en España por la cadena Nickelodeon y Nick Jr., pero se desconoce si fue en el 2017 o 2018.[cita requerida]

## Mercadotécnia
Antes del estreno del show, Nelvana sacó un canal de YouTube dedicada a Mysticons ese mismo el día 19 de julio de 2017. Su contenido web es producido por Blue Ant Media. En octubre de 2017, Nelvana lanzó el videojuego para navegadores de internet "Piper Parkour", así como la app de videojuego gratis para iOS y Android: Mysticons: Secrets of Gemina. Luego, en diciembre de 2017, otro videojuego para navegadores de internet "Arkayna Attack" ha sido estrenado, seguido por "Em's Mayhem" en febrero de 2018, y "Cover of Night" en marzo de 2018. Todos estos cinco fueron realizados por Relish Interactive.
Playmates Toys lanzó una línea de juguetería del show de Mysticons a finales de 2017. The Topps Company publicó un juego de cartas intercambiables al mismo tiempo. Burger King sacó una promoción en Estados Unidos y Canadá entre febrero y marzo de 2018 enfocado a combos infantiles.
Macmillan Publishers publicó una serie de cómics y novelas gráficas del show Mysticons en 19 de junio de 2018 con los dos primeros títulos siendo Quest for the Codex la adaptación del show, y  The Secret of the Fifth Mysticon una historia original. El segundo set, la novelización de Prophecy of Evil y la historia original The Stolen Magic fueron publicadas en 28 de agosto de 2018. Incluso se tiene planeada una tercera novela original, titulada The Diamond Curse en 8 de enero de 2019. Para complementar las versiones de texto, Macmillan también está lanzando audiolibros de sus historias originales narradas por miembros del reparto de voces del programa. Dark Horse Comics lanzó una serie de novelas gráficas escritas por Kate Leth y Megan Levens el 15 de agosto de 2018.
El primer volumen de Mysticons en DVD, titulado "New Heroes Rise" que contienen los episodios del 1 al 6 del show fueron lanzados en Canadá bajo Universal Pictures Home Entertainment y Elevation Pictures en 19 de junio de 2018, y está por determinar la fecha para su lanzamiento en el Reino Unido bajo Abbey Home Media Group, así como si también se lanzaría este en Estados Unidos, Latinoamérica y España.

## Cancelación como serie de televisión
A través de Twitter, Sean Jara, el creador de la serie confirmó que la serie no se renovó para una tercera temporada, continuando la serie en forma de cómics y libros, por lo que finalizó en el episodio 40 "Age of Dragons", siendo estrenada en Estados Unidos el día 15 de septiembre de 2018.